# Arnold Greve
Arnold Greve (* 8. Juli 1700 in Hamburg; † 18. November 1754 ebenda) war ein deutscher evangelischer Theologe und Historiker.

## Leben
Geboren als Sohn eines gleichnamigen Hamburger Kaufmanns († 1731), der auch städtische Ämter bekleidete, besuchte er die Gelehrtenschule des Johanneums und das Gymnasium in seiner Heimatstadt. Im Anschluss begab er sich an die Universität Wittenberg, wo er sich 1722 den akademischen Grad eines Magisters erwarb. Er kehrte in seine Heimat zurück und übernahm 1727 das Pastorat der Landgemeinde Moorfleth. Am 12. Mai 1737 wird er Diakon an der St. Katharinenkirche in Hamburg, wo er 1749 bis zum Archidiakon aufstieg und in welchem Amt er verstarb.
Greve beschäftigte sich neben seinem theologischen Wirken mit der Kirchenhistorie. Von ihm erschien eine Lebensbeschreibung der ältesten Superintendenten, die er aus dem Aktenbestand Hamburgs zusammengetragen hatte. In dem 1744 und 1748 erschienenen Werk, behandelt er die Biographien von Johannes Aepinus, Paul von Eitzen und Joachim Westphal und hat damit einen großen Beitrag zur Reformationsgeschichte geleistet. Ebenfalls sind noch einige kleinere Disputationen bekannt geworden.
Von seinen Kindern ist Johann Christoph Greve der bekannteste geworden, er war Superintendent im Kloster Lüne und verstarb 1814.